# 梁國樹
梁國樹（1930年12月12日—1995年7月31日），出生於日治臺灣臺中州，國立臺灣大學經濟學系碩士畢業，取得美國范德堡大學經濟學博士並曾任該校客座教授。梁的論述與合著以財金與產經見長，專文數量豐碩，歷任臺灣財政金融界要職。
梁國樹自1975年8月起，歷任各公股行庫董事長達20年，於1994年6月接替任滿的謝森中，出掌中華民國中央銀行總裁一職，為首位台灣本土籍央行總裁；任內因病於1995年3月請辭（時任中華民國總統李登輝指示由許遠東接任），同年7月31日病逝。

## 家庭
- 父祖輩出身彰化縣秀水鄉望族。
- 妻侯金英，為臺灣知名實業家、台南幫大老侯雨利之女，曾任國立政治大學銀行學系主任、財團法人金融人員研究訓練中心董事長，現任遠東國際商業銀行董事長（遠東商銀副董事長為徐旭東）。

## 追思
國立臺灣大學於梁國樹辭世後，為紀念此傑出校友，自1995年起每年舉辦「梁國樹教授紀念學術研討會」專門探討國家發展方向、經濟貿易趨勢、國際金融情勢、經濟開發等主題。國立台灣大學社會科學院位於公館校區的新大樓落成時，將位處大樓中央的會議廳命名為「梁國樹紀念國際會議廳」，以垂永念。

## 其他
獨派大老辜寬敏稱，1972年在臺北一場有關臺灣未來前途走向的討論中，後來成為臺灣首任民選總統的李登輝當時直言，臺灣要獨立，才會有將來；梁國樹表示同意。

## 註解
1. ↑  . 天下雜誌. 1994-11-03  [2009-02-06]. （原始内容存档于2012-07-28）.
2. ↑  辜寬敏爆 李登輝1972年即指台灣要獨立才有將來 （页面存档备份，存于）, 蘋果日報 (台灣), 2013年08月24日

## 外部連結
- 中央銀行全球資訊網 ─ 梁國樹 先生 （页面存档备份，存于）
- 臺灣歷史辭典 梁國樹[永久]
- 財經學者出仕圖
- 侯金英的溫馨「接棒」情 Archive.today的存檔，存档日期2013-04-18
- 施振榮 從挫折中累積經驗
- 金融研訓院董事長侯金英 軟硬體並進為人才奠基[永久]
- 行政院研考會副主委任內事蹟[]
- 彰化縣秀水鄉福安村梅鏡堂（棋官內）沿革介紹
- 舊時代的新女性風采——侯金英
- 全球資本主義的五大風險 （页面存档备份，存于）

| 中華民國政府職務 | 中華民國政府職務                                  | 中華民國政府職務 |
| ---------------- | ------------------------------------------------- | ---------------- |
| 前任： 謝森中    | 中央銀行總裁 第十四任 1994年6月1日－1995年3月20日 | 繼任： 許遠東    |